# Spring Cup 1992
Der Spring Cup 1992 war ein Dartsturnier, das bis zum 5. April 1992 im französischen Pleurtuit ausgetragen wurde.

## Teilnehmer
Deutschland
- Herren: Andreas Kröckel, Kai Pfeiffer, Bert Hansen, Michael Rosenauer, Colin Rice, Andree Welge, Dieter Schutsch, Rainer Baumdick
- Damen: Heike Ernst, Marion Diehn, Astrid Kamm, Andrea Mejlsing
- Teammanager: Dietmar Ernst, Volker Hatlauf[1]

## Wettbewerbe

### Herreneinzel
|  | Finale |                      |   |
|  |        |                      |   |
|  |        |                      |   |
|  |        | Walter Tschudin      | 2 |
|  |        | Jean-Marie de Jonghe | 0 |

### Herrenteam
| Pl. | Nation      | Einzel | Doppel | Pkt. |
| --- | ----------- | ------ | ------ | ---- |
| 1.  | Belgien     | 236    | 216    | 452  |
| 2.  | Deutschland | 217    | 224    | 441  |
| 3.  | Niederlande | 213    | 172    | 385  |
| 4.  | Spanien     | 152    | 158    | 310  |
| 5.  | Schweiz     | 145    | 162    | 307  |
| 6.  | Frankreich  | 143    | 148    | 291  |
| 7.  | Luxemburg   | 70     | 96     | 166  |

### Dameneinzel
|  | Finale |                    |  |
|  |        |                    |  |
|  |        |                    |  |
|  |        | Heike Ernst        |  |
|  |        | Francis Hoenselaar |  |

### Damenteam
| Pl. | Nation      | Einzel | Doppel | Pkt. |
| --- | ----------- | ------ | ------ | ---- |
| 1.  | Deutschland | 65     | 70     | 135  |
| 2.  | Niederlande | 64     | 60     | 124  |
| 3.  | Belgien     | 67     | 46     | 113  |
| 4.  | Schweiz     | 40     | 48     | 88   |
| 5.  | Frankreich  | 41     | 46     | 87   |
| 6.  | Luxemburg   | 23     | 30     | 53   |